# Twi'lek

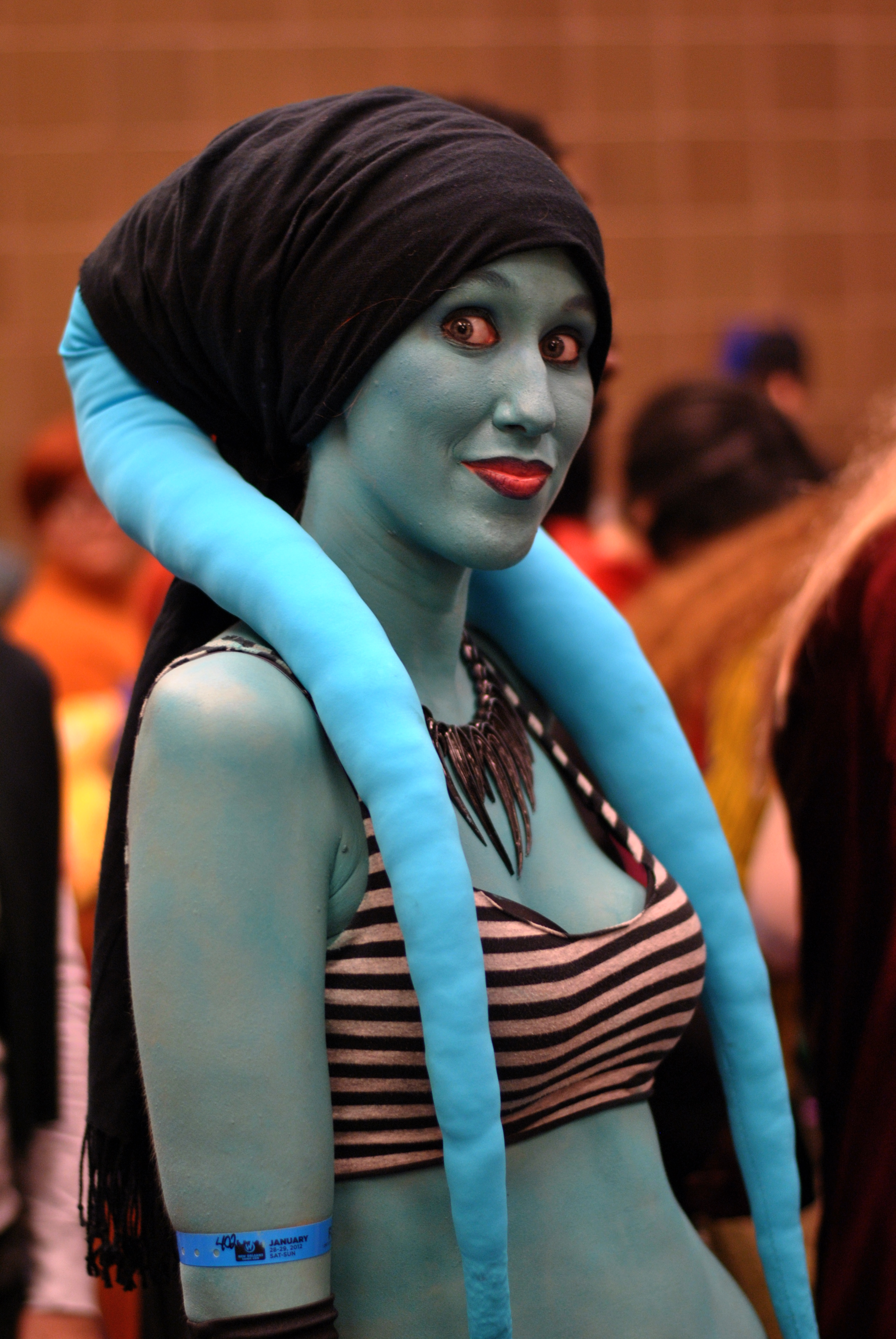
Twi'lek

Twi'leks zijn in Star Wars mensachtigen van de planeet Ryloth.

## Uiterlijk
Twi'leks zijn humanoïde wezens met twee tentakels die op hun kop beginnen en achter langs hun rug eindigen. Deze tentakels zijn geavanceerde organen gebruikt voor communicatie. Net als mensen kennen ze veel onderlinge verschillen. De vijf meest voorkomende huidskleuren voor Twi'leks zijn: rood, blauw, groen, wit, en geel. De andere kleuren ontstaan wanneer twee Twi'leks van verschillende huidskleur een kind krijgen. Zo is de paarse Twi'lek Lunae Minx een kind van een rode en een blauwe Twi'lek. Twi'lek zijn tussen de 1.6 en 2.1 meter hoog.

## Achtergrond
Twi'leks spreken Twi'leki. Ze komen van de planeet Ryloth. Deze planeet draait niet om zijn as. Derhalve is het aan een kant altijd dag en een kant altijd nacht. Alleen het schemergebied op de grens is bewoonbaar. Door deze harde leefomstandigheden zijn de twi'leks bedreven in het overleven.
De Twi'leks leven in stammen. Er zijn vijf stamhoofden: een per kleur. Als een stamhoofd komt te overlijden, worden de anderen de woestijn ingestuurd om te sterven.
Bekende Twi'leks zijn Hera Syndulla, piloot van de Ghost (Star Wars Rebels), Bib Fortuna, het hulpje van Jabba de Hutt, Oola, een slavin van Jabba, Ann en Tann Gella, de masseuses van Sebulba, Orn Free Taa, de senator van Ryloth, en Aayla Secura, een vrouwelijke Twi'lek Jedi.